# Зодчий теней (фильм)
«Зодчий теней» (англ. Shadow Builder) — фильм режиссёра Джэйми Диксона по рассказу Брэма Стокера, снятый в 1997 году.

## Сюжет
Канун солнечного затмения. Отец Джейкоб Вэсси выполняет особую миссию — он должен остановить епископа-святотатца, проводящего зловещие обряды призывания в этот мир тёмных сил. Священнику удаётся уничтожить всех собравшихся, но он опоздал — Зодчий теней уже вырвался наружу. Теперь его цель — 12-летний мальчик-стигмат Крис Хэтчер. Вэсси едет в город, где живёт подросток. А там уже начали происходить странные вещи — Зло поглощает души жителей города. Вэсси знакомится с приёмной матерью Криса — Дженни и шерифом Сэмом Логаном. Священник узнаёт от женщины, что во время крещения у Криса пошла кровь, что Вэсси определяет как стигматы.
Тем временем, демон овладевает городом — дети повально отрывают головы у кукол, жители города начинают убивать друг друга, а в приходской церкви Зодчий теней показывает своё лицо, убив местного священника и встретившись с Вэсси и шерифом. Чтобы подготовиться к обряду ему нужно собрать шесть душ — половина жизни мальчика. Пока против нечисти есть только одна защита — свет.
Весси, Крис, его мать и шериф на какое-то время находят убежище у городского дурачка Эверта Кови, который очень любит иллюминацию, но одержимые жители города прорываются и туда. А за ними приходит и сам Зодчий теней, которому удаётся захватить мальчика.
Наступает день затмения. Демон собирается принести мальчика в жертву на алтаре в приходской церкви, при этом он произносит Книгу Бытия наоборот. Его цель — уничтожить всё живое и установить царство тьмы. В церковь приходит и Вэсси, который пытается воспрепятствовать обряду. Для этого священник жертвует своей жизнью.

## Актёры
- Майкл Рукер — отец Джейкоб Вэсси
- Лесли Хоуп — Дженни Хэтчер
- Шоун Томпсон — шериф Сэм Логан
- Эндрю Джексон — Зодчий теней
- Стивен Блум — голос Зодчего теней
- Кевин Зегерс — Крис Хэтчер
- Тони Тодд — Эверт Кови
- Харди Линэм — Нестор Тиббот
- Кэтрин Бруйер — Мэгги МакКиннон
- Гордон Майкл Вулветт — патрульный Ларри Эггерс
- Джеймс Б. Дуглас — Док Коул
- Ричард МакМиллан — отец Чарльз Финлер
- Шарлотта Салливан — Джазз
- Эндрю Сарделла — Пол
- Дэвид Калдериси — епископ Гэлло
- Лоуренс Бэйн — епископ Квинлэн
- Эрик Мерфи — Вик Ламберт
- Пол Соулз — мистер Баттермэн
- Билли Мэй Ричардс — миссис Баттермэн
- Николь Стоффман — Келли
- Тоби Проктор — Харви Прайс
- Тара Крукс — Лиззи

## Награды
- Fantafestival 1998 год — лучшие спецэффекты